# タルトゥース県
タルトゥース県（タルトゥースけん、Tartus Governorate, アラビア語: مُحافظة طرطوس, Muḥāfẓat Ṭarṭūs ）は、シリアの14ある県の一つ。面積は1,892平方km、人口は1,172,000人（2021年の推計）。県都は港湾都市タルトゥース。

## 地理
シリア北西部の地中海岸に位置し、東はホムス県とハマー県に、北はラタキア県に、南はレバノンに接しており、西には地中海が広がる。
穏やかな地中海性気候で農業や漁業が盛ん。県の東にはアン＝ヌサイリーヤ山脈があり、緑豊かで冬には雪も降るためリゾート地となっている。

## 歴史
十字軍時代の城塞（マルガット城やサフィータのシャステル・ブランなど）も各地に残っている。
2011年にシリア内戦が勃発したが、この地方は比較的平穏が保たれていた。
タルトゥースにはロシアのタルトゥース海軍補給処があり、ラタキア県のフメイミム空軍基地と共にシリア国内ひいては中東・地中海地域におけるロシアの重要軍事拠点として機能している。

## 隣接する県
- ラタキア県
- ハマー県
- ホムス県
- アッカール県

## 行政区分
タルトゥース県には5郡が属する。

### 郡
1. アッ＝シャイフ・バドル郡（英語版）（Ash-Shaykh Badr District）
2. バニヤース郡（英語版）（Baniyas District） - バニヤース
3. ドゥライキーシュ郡（英語版）（Duraykish District）
4. サフィータ郡（英語版）（Safita District） - サフィータ
5. タルトゥース郡（英語版）（Tartus District） - タルトゥース